# 尖灰蝶屬
尖灰蝶屬（學名：Amblopala）是線灰蝶亞科線灰蝶族裡的一個屬；本屬為單種屬，其下只有尖灰蝶一種。

## 資料來源
1. ↑  徐堉峰. . 台中市: 晨星出版社. 2013. ISBN 978-986-177-670-5.